# No Age

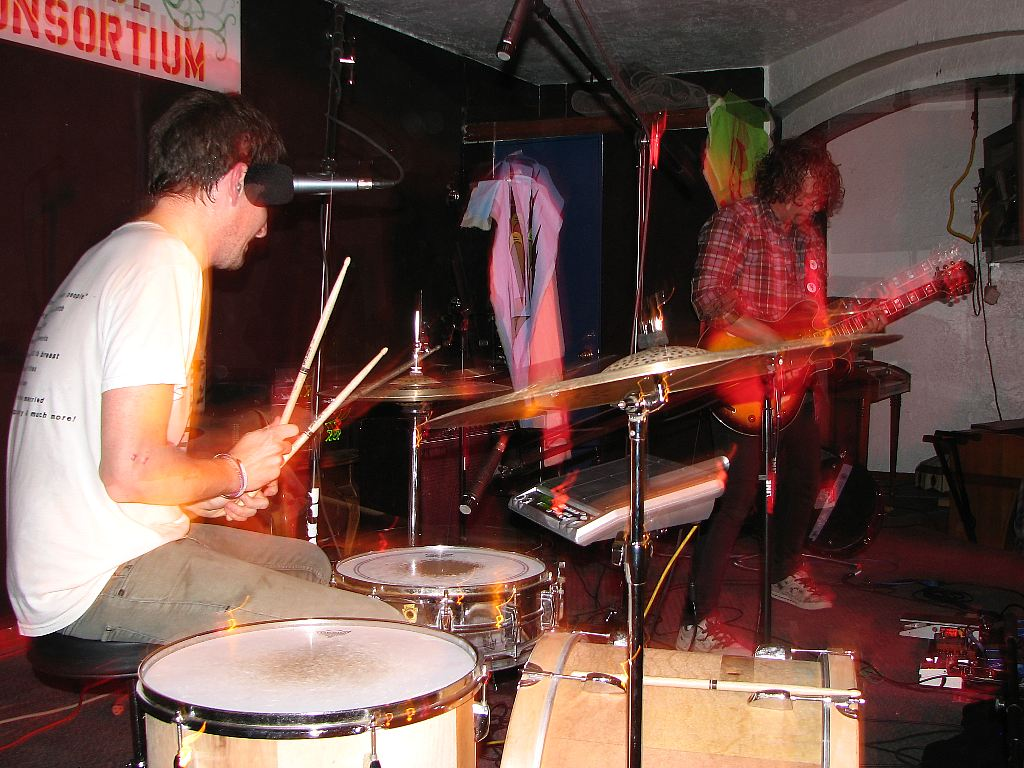
No Age op 14 maart 2009 in Albuquerque

No Age is een Amerikaanse noise-popband uit Los Angeles opgericht in 2005. De band is nauw verbonden met de zogenaamde Smell scene, rondom de gelijknamige club waar zij boekingen voor verzorgen.

## Biografie
No Age is een tweemansformatie met een drummer en een gitarist. De muziek laat zich vergelijken met The Intelligence, Wavves. Aanvankelijk had de band een contract bij FatCat Records, later stapten ze over naar Sub Pop.

## Discografie

### Studioalbums
- Weirdo Rippers CD/12" (FatCat, 2007)
- Nouns CD/12"(Sub Pop, 2008)
- Everything in Between CD/12" (Sub Pop, 2010)
- An Object CD/12" (Sub Pop, 2013)

### Ep's
- Get Hurt 12" (Upset The Rhythm, 2007)
- Dead Plane 12" (Teenage Teardrops, 2007)
- Sick People Are Safe 12" (Deleted Art, 2007)
- Losing Feeling 12" (Sub Pop, 2009)

### Singles
- Youth Attack 7" (Youth Attack, 2007)
- PPM 7" (Post Present Medium, 2007)
- Liars + No Age 7" (Post Present Medium/Hand Held Heart, 2008)
- Eraser (Sub Pop, 2008)
- Goat Hurt 10" (eigen beheer, 2008)
- Shred Yr. Face 7" (Coalition, 2008)
- Teen Creeps 7" (Sub Pop, 2008)

### DVDs
- DVD #1 (Self uitgaved 2006)
- Live at the Smell, 2009